# Sapor III

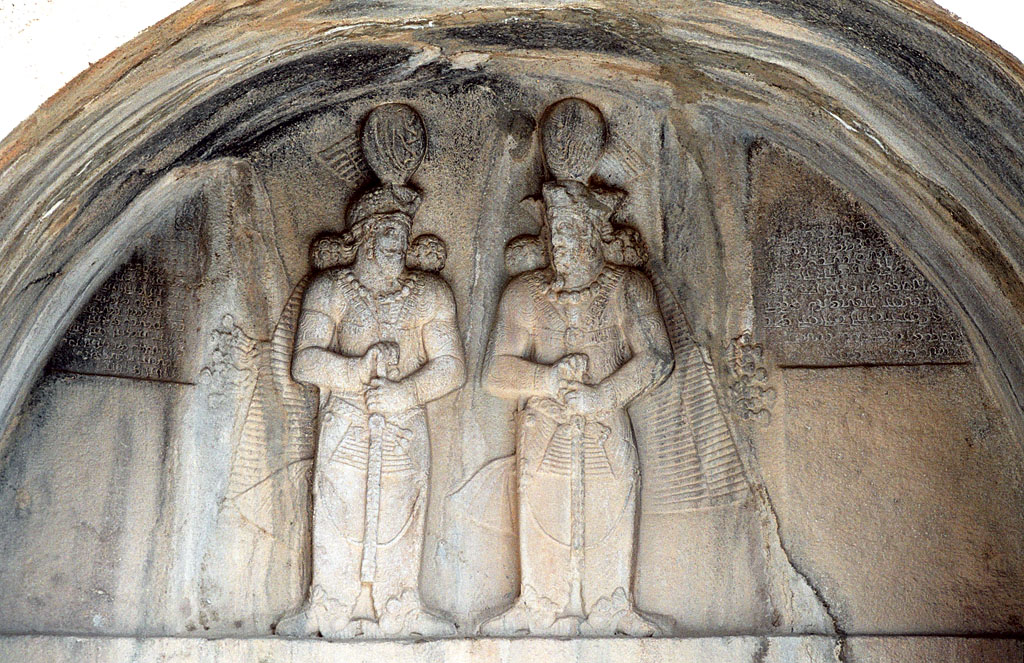
Relieve de Sapor II y su padre Sapor III.

Sapor III (¿?-388) fue rey del Imperio sasánida. Su reinado duró desde el 383 hasta el 388. 

## Contexto histórico
Sapor III era hijo de Sapor II (rey en el período 309-379) y hermano de Bahram IV (su sucesor) y de la reina de Armenia, esposa de Cosroes III.

## Reinado
Accedió al trono gracias a los nobles y magnates de la época en contra de su tío Ardashir II (rey en 379-383).
Durante su reinado hubo paz con el Imperio romano (éste se dividió en el año 395) lo que permitió a Sapor ocuparse de los heftalitas o hunos blancos en otras zonas de sus fronteras. Sapor firmó un tratado con el emperador Teodosio I (379-395). Asimismo liberó a los cristianos, encarcelados por su padre, pensando que serían de mucha más utilidad para él ejerciendo sus oficios y pagando impuestos.
No está claro si fue durante su reinado, o en el de su sucesor, cuando Armenia se dividió entre las partes romana y persa.
Tras un reinado de cinco años, Sapor III fue asesinado en un motín provocado por los soldados, probablemente debido al tratado firmado con Bizancio, que le hizo popular entre la población al garantizar la paz pero que creó el descontento del ejército.